# Stadsbrouwerij Wageningen
Stadsbrouwerij Wageningen is een ambachtelijke bierbrouwerij gevestigd in Wageningen, Nederland. De brouwerij richt zich op het produceren van speciaalbieren met lokale ingrediënten en duurzame productieprocessen.

## Geschiedenis

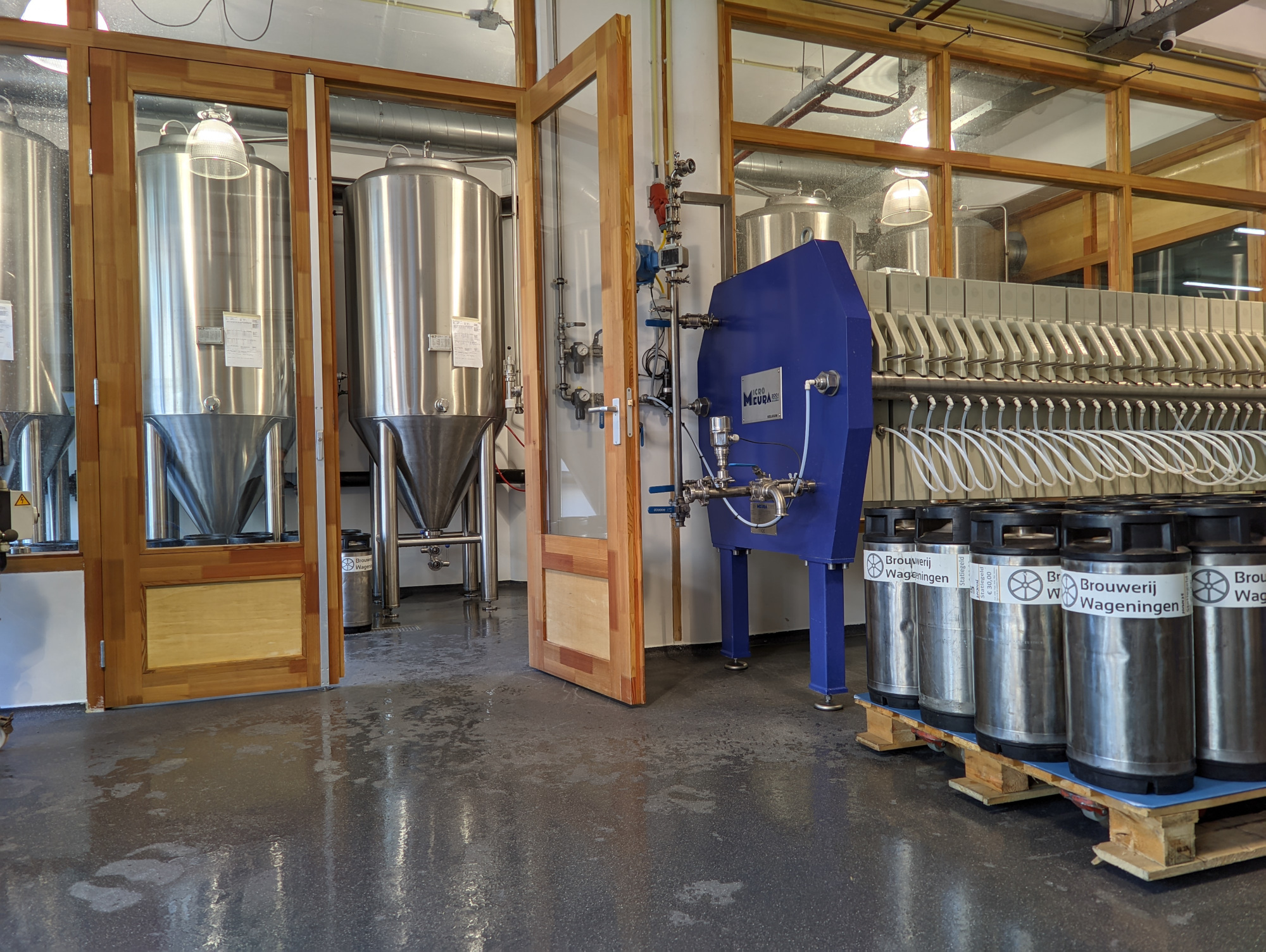
Brouwzaal Stadsbrouwerij Wageningen

De brouwerij werd in 2013 opgericht door Dennis Lebbing en Stefan Duurkoop. In het begin werd er op kleine schaal gebrouwen op een industrieterrein. Het proeflokaal van de brouwerij, Café Rad van Wageningen, werd in 2015 in het centrum geopend. In 2017 verhuisde de brouwerij ook naar het centrum, naast de brewpub. In 2019 installeerde de brouwerij een Meura 2001 Micro maischfilter, een relatief nieuwe techniek voor kleinere brouwerijen in Nederland.

## Productie en assortiment

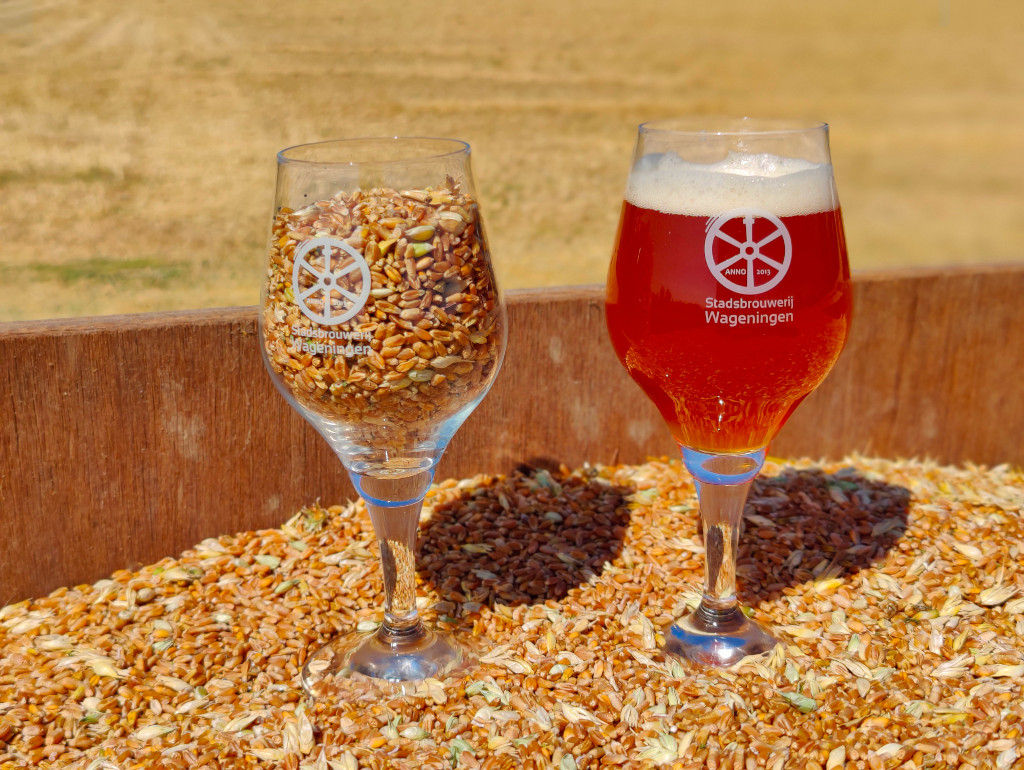
Bierglas met graan en bierglas met bier tijdens graanoogst

Stadsbrouwerij Wageningen maakt diverse speciaalbieren, vaak met gebruik van lokale granen zoals gerst en rogge. Bekende bieren zijn onder andere:
- Otto II van Gelre, een Imperial Amber Lager en tevens het eerste bier van de brouwerij.[3]
- GraanGeluk, een blond bier gebrouwen met lokale granen, winnaar van een gouden medaille tijdens de Brussels Beer Challenge in België in 2022.[4]
- Wagenings Bevrijdingsbier, een speciaalbier gebrouwen in het kader van de bevrijding van Wageningen, in samenwerking met lokale initiatieven.[5]

De brouwerij experimenteert ook met hybride dranken, zoals "Against the Grain", een combinatie van cider en bier.

## Lijst met actieve bieren
| Naam                       | Bierstijl                  | ABV   | Beschrijving                                                                                      |
| -------------------------- | -------------------------- | ----- | ------------------------------------------------------------------------------------------------- |
| Wageningse Engel Blond     | Blonde / Golden Ale        | 6,3%  | Goudblond bier met een frisse en fruitige smaak, gebrouwen met lokale gerst.                      |
| Wageningse Engel Dubbel    | Dubbel                     | 8,3%  | Donker bier met een rijke, moutige smaak en tonen van karamel.                                    |
| Wageningse Engel Tripel    | Tripel                     | 8,0%  | Krachtig blond bier met een complexe smaak en een licht kruidige afdronk.                         |
| Wageningse Engel Quadrupel | Quadrupel                  | 8,9%  | Zwaar, donker bier met diepe smaken van gedroogd fruit en een warme afdronk.                      |
| Broeders Bok               | Bock                       | 7,9%  | Seizoensgebonden bokbier met een volle smaak en tonen van karamel en geroosterde mout.            |
| Bunker Bright              | Wheat Beer / Other         | 7,4%  | Weizenbier met een frisse kruidige smaak en een subtiele bitterheid.                              |
| Drost van Wageningen       | Saison                     | 9,4%  | Krachtige saison met een kruidig en fruitig aroma en een droge afdronk.                           |
| Engelbewaarder             | Strong Ale                 | 9,1%  | Speciaalbier met een evenwichtige smaak en een licht zoete afdronk.                               |
| GraanGeluk Graan Cru       | Ale                        | 16,0% | Sterk blond bier met een rijke smaak, gebrouwen met lokale granen.                                |
| GraanGeluk Rogge Saison    | Saison                     | 5,2%  | Saison gebrouwen met rogge, wat zorgt voor een kruidige en complexe smaak.                        |
| Hermelijn                  | Wheat Beer – American Pale | 5,6%  | Hoppig weizen met frisse citrusaroma’s en een zachte bitterheid.                                  |
| Hopfenblut                 | Kölsch                     | 5,5%  | Amberkleurige Kölsch met een volmoutige smaak en een uitgesproken hopkarakter.                    |
| Kom je Fakir               | Imperial India Pale Lager  | 8,9%  | Imperial India Pale Lager met een krachtige smaak en een frisse mix van citrus en tropisch fruit. |
| Mordicus                   | Bock – Weizenbock          | 7,0%  | Donker weizenbock met een combinatie van hefe- en doppelweizen, met karameltonen.                 |
| Otto II van Gelre          | Imperial Amber Lager       | 7,3%  | Amberkleurig bier met een volle smaak en een licht kruidige afdronk.                              |
| Portgrave                  | Porter                     | 4,8%  | Donker bier met een rijke smaak en donkere koffieachtige tonen.                                   |
| Reine Vada                 | Blond                      | 10,5% | Mede met een frisse smaak en een subtiele bitterheid.                                             |
| Road to Freedom            | Blonde / Golden Ale        | 7,3%  | Speciaalbier gebrouwen ter gelegenheid van de bevrijding, met een evenwichtige smaak.             |
| Tsaar van Wageningen       | Russian Imperial Stout     | 10,5% | Russian Imperial Stout met een intense, donkere smaak en een complex aroma.                       |

## Lokale samenwerkingen en duurzaamheid

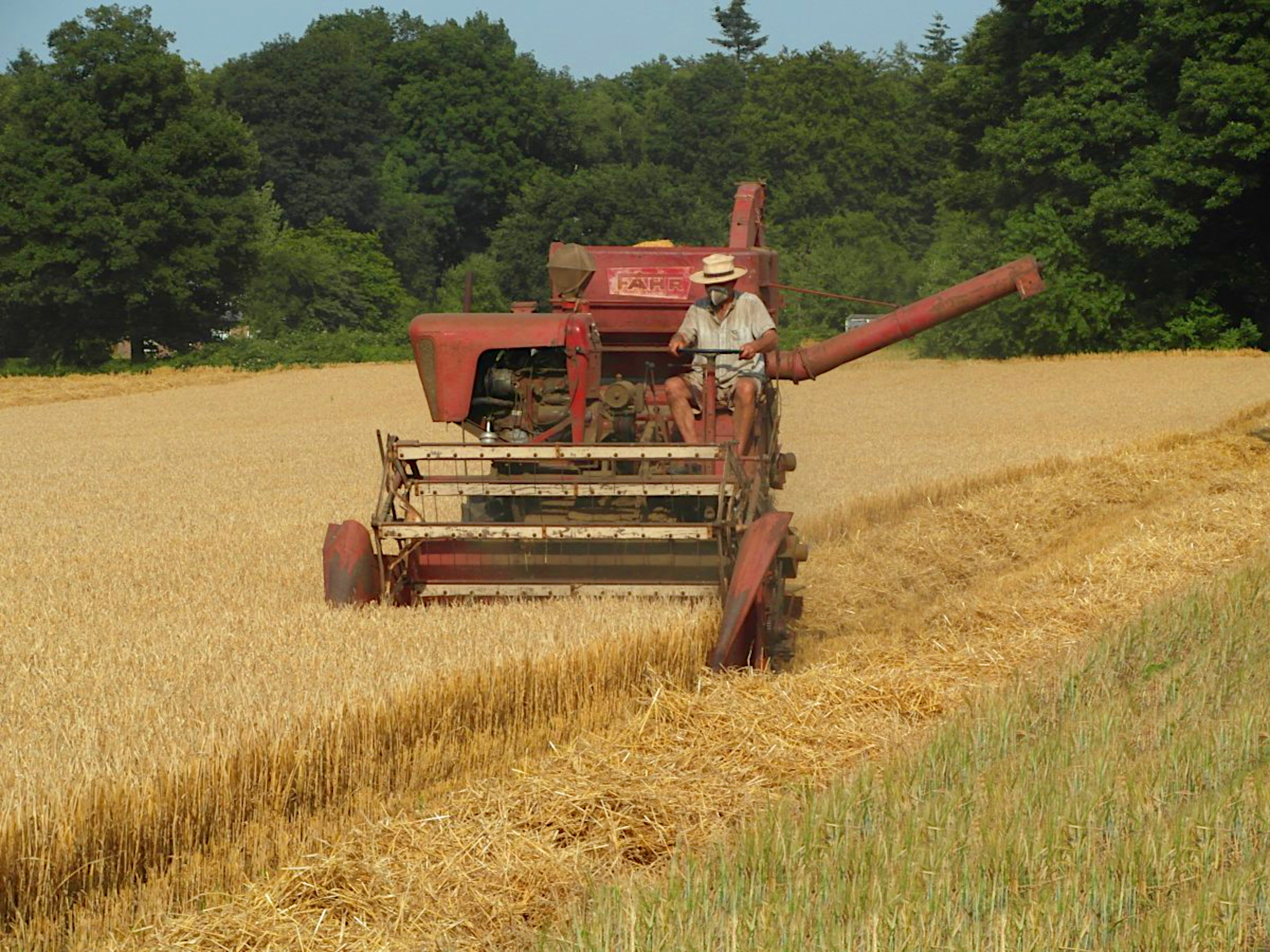
Graanoogst Wageningse Eng

De brouwerij stimuleert duurzaamheid en versterkt de regionale economie door samen te werken met lokale boeren. Sinds 2013 zijn lokale granen zoals, gerst en rogge van regionale akkerbouwers en mouterijen, de basis voor ieder bier. Sinds 2017 wordt het bijproduct bierbostel hergebruikt door bakkerijen — onder andere voor zuuresembroden. Voor het transport zet de brouwerij een bakfiets in, waardoor de CO₂-uitstoot van leveringen afneemt. Daarnaast is de brouwerij erkend als Veluws Streekproduct en lid van het collectief Streekwaar.

## Brewpub: Café Rad van Wageningen
Naast de brouwerij ligt Café Rad van Wageningen, waar de geproduceerde bieren worden geserveerd. Het café biedt daarnaast lokale producten aan.

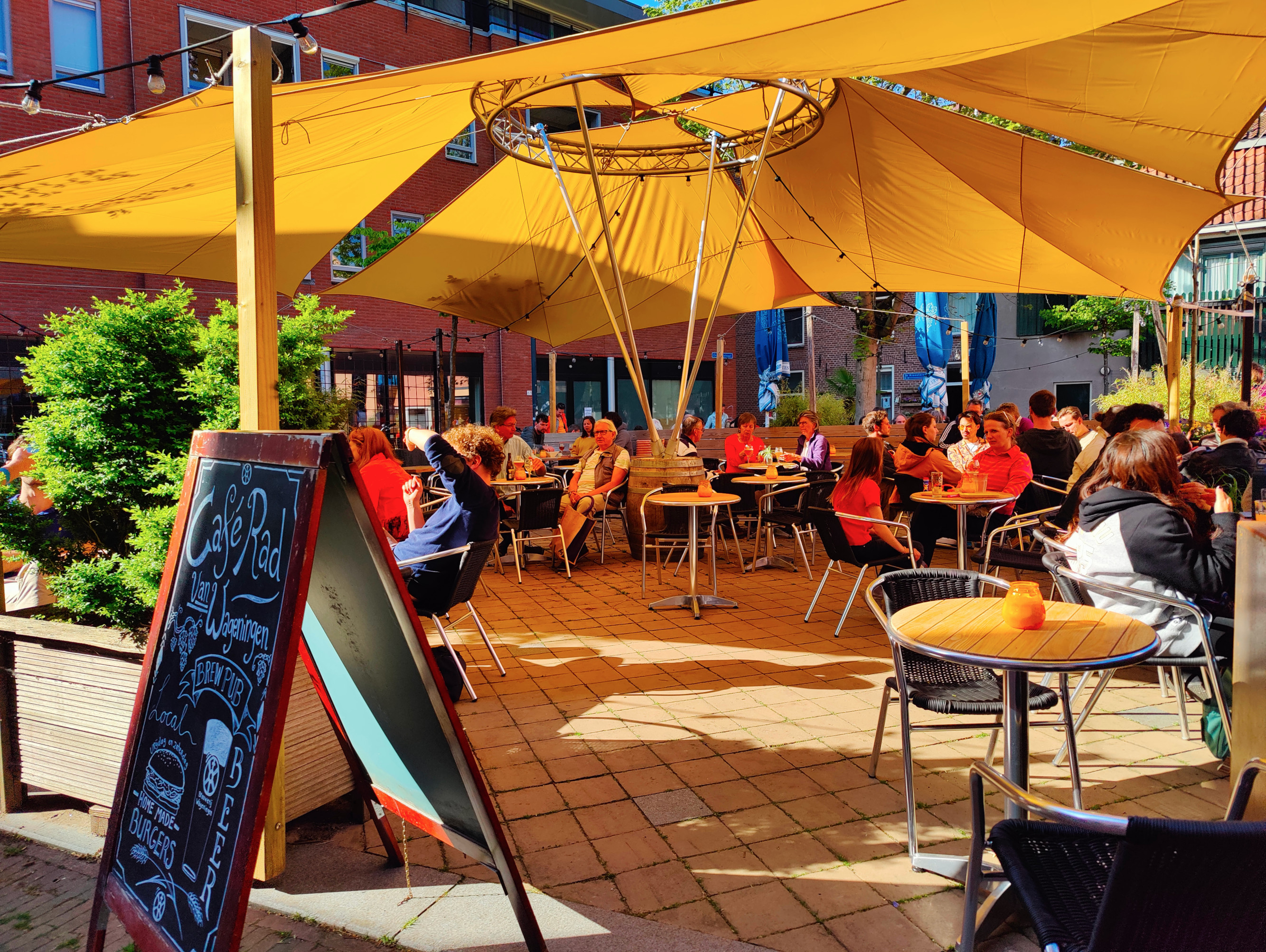
Terras van Stadsbrouwerij Wageningen

## Rondleidingen en evenementen
Stadsbrouwerij Wageningen organiseert wekelijks rondleidingen en proeverijen, waarbij bezoekers inzicht krijgen in het moderne brouwproces en de uitdagingen van het brouwen met lokale granen.